# Artabazos del Pont
Artabazos del Pont (en grec antic Αρτάβαζος) era un sàtrapa persa de la regió del Pont, que segurament va governat del 490 aC al 470 aC. Probablement era membre de la família aquemènida, ja que en aquell temps les satrapies es donaven a prínceps reials. És el primer sàtrapa conegut del Pont.
El seu fill, de nom desconegut, el va succeir en el govern, se suposa que des del 470 al 440 aC.